# 마블레트 바티로프
마블레트 알라브디노비치 바티로프(러시아어: Мавлет Алавдинович Бати́ров, 1983년 12월 12일~)는 러시아의 레슬링 선수이다. 2004년 하계 올림픽과 2008년 하계 올림픽에서 금메달을 획득했다. 세계 레슬링 선수권 대회와 유럽 레슬링 선수권 대회에서도 금메달과 동메달을 1개씩 획득했다. 동생인 아담 바티로프도 레슬링 선수이다.

## 개인사
동생인 아담 바티로프 또한 레슬링 선수이다.